# Sophie von Winzenburg
Sophie von Winzenburg (* 1105 wohl in Winzenburg bei Hildesheim; † 6. oder 7. Juli 1160 in Brandenburg) war erste Markgräfin von Brandenburg.

## Leben
Nach dem heutigen Stand der Geschichtsforschung ist die Herkunft und Abstammung der nur dem Vornamen nach überlieferten Sophie nicht eindeutig bewiesen. Vermutlich war ihr Vater der aus der Nähe von Hildesheim stammende Hermann I. von Winzenburg, jedoch ist es ebenfalls möglich, dass sie einem anderen Adelshaus angehörte, in dem der Name Sophie vorkam.
1125 wurde Sophie Albrecht I., dem Gründer der Mark Brandenburg, zur Frau gegeben. In dieser Ehe gebar sie ein Dutzend Nachkommen, von denen Bernhard bis 1212 am längsten lebte. Sie stiftete dem Kloster Leitzkau je eine Hufe in Wellen und Wolmirsleben. 1158 begleitete sie ihren Mann zur Pilgerfahrt in das Heilige Land nach Jerusalem.
Als ihre Schwester gilt Beatrix II., Äbtissin des Stiftes Quedlinburg, die im gleichen Jahr verstarb wie sie selbst. Sophie von Winzenburg starb laut einigen Quellen am 25. März 1160, anderen Quellen zufolge am 6./7. Juli 1160, und wurde in der Kirche des Stiftes Ballenstedt beigesetzt.
Siebenhundert Jahre nach Sophie von Winzenburgs Tod wurde um 1860 im sogenannten Frecklebener Münzfund bei Aschersleben ein Brakteat gefunden, auf dem sie neben ihrem Mann Albrecht abgebildet sein soll. Die Abbildung ist stilisiert, doch dies gilt für alle Personenbilder jener Epoche. Dass Albrecht seine Frau neben sich auf seine Münzen prägen ließ, wäre ein ungewöhnlicher Beleg für seine Verbundenheit zu Sophie. Eine besondere familiäre Bindung zur Mutter ist ebenfalls durch historische Dokumente der Söhne von Sophia überliefert.

## Trivia
Nach Sophie von Winzenburg ist ein seit 2018 in Beelitz produzierter Gin benannt.